# 香港宗教與風俗
香港宗教與風俗相當多元化。根據《香港基本法》第32和141條，以及香港法例383章《香港人權法案條例》，信仰及宗教自由是香港居民享有的基本權利之一，並受法例保障。源自世界各地的宗教均在香港和諧並存，其中有新教、佛教、天主教、道教、伊斯兰教、孔教、印度教、錫克教、猶太教、琐罗亚斯德教和巴哈伊教等，然而，大部分的香港人（約5到6成）均沒有宗教信仰。許多宗教團體除了弘揚教義外，也興辦學校、提供衞生福利設施等。

## 基督教
截至2023年香港約有140萬信仰基督徒，新教徒約104萬，天主教徒約40萬。此外，東正教和科普特正教會亦在香港設立牧區。

### 新教

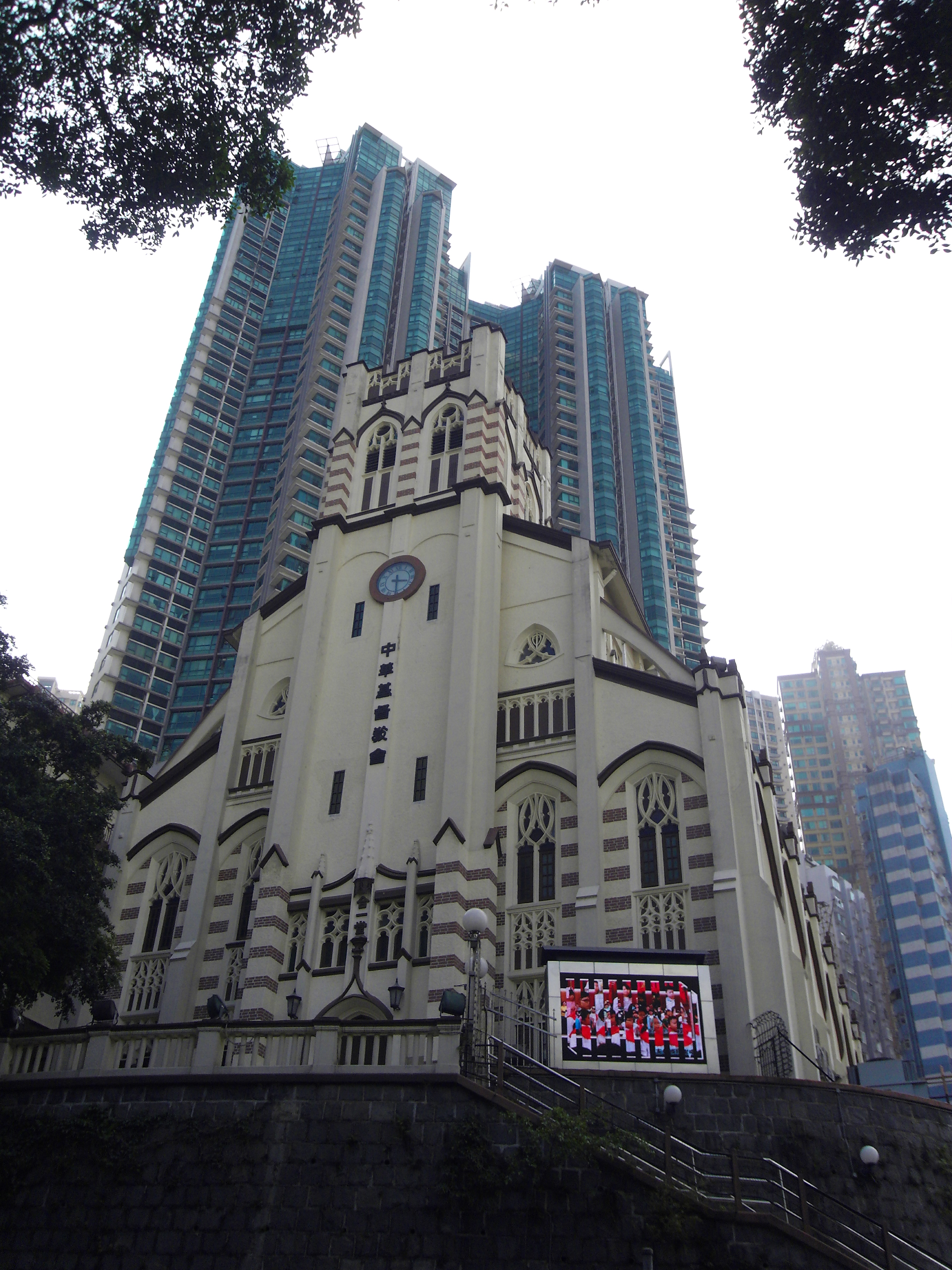
位於般含道的中華基督教會合一堂

新教於1841年傳入香港，現有在香港的獨立教會至少400所，堂會逾1500間（其中以華語宣道者約1300間），大小宗派逾70個。主要宗派有香港聖公會、中華基督教會、循道衛理聯合教會、真耶穌教會、信義會、播道會、基督復臨安息日會、浸信會、宣道會、九龍五旬節會、救世軍、神召會和聚會處（也稱小羣教會）等。新教出版兩份每週出刊的主要報章《基督教週報》和《時代論壇》，在香港電臺有定期電臺節目，同時也通過媒體播放電視節目。
香港新教兩大合作團體分別是香港華人基督教聯會（1915年成立）和香港基督教協進會（1954年成立）。香港基督教協進會主要成員包括各大宗派、各基督教服務機構和香港及東南亞教會。協進會致力促進香港、中國大陸和海外各教會之間的聯繫，並通過香港基督教服務處、基督教工業委員會、基督教聯合醫務協會、基督教家庭服務中心和雅麗氏何妙齡那打素醫院等輔助機構，為市民服務。
新教在香港運營有超過730家機構，積極參與教育、醫療護理和社會福利工作，尤以浸信會等主流教會為甚。新教主辦3間大專院校（即香港中文大學崇基學院、香港浸會大學以及嶺南大學）、約180間中學、206間小學、260間幼稚園、130間幼兒園、逾30所神學院和聖經學院、80間教會出版社（含出版代理）和110間新教書店與門市部、同55家影音傳媒和藝術事工機構等。新教也開辦7間醫院、17間診療所和110個提供多種社會服務的社會服務機構，其中包括逾100間家庭及青少年中心、11間兒童院、170間老人中心及院舍、59個爲戒毒人員和殘障人士而設的復康中心及逾50項醫院院牧事工、3項監獄牧靈服務、1項機場牧靈服務和23個營地等。基督教青年會及基督教女青年會則開設5間酒店式國際賓館，服務香港居民和海外旅遊人士。
香港新教也有支持中國大陸（內地）和發展中國家的緊急救援工作和發展計劃。超過450名港籍宣教士在海外傳教。

### 天主教

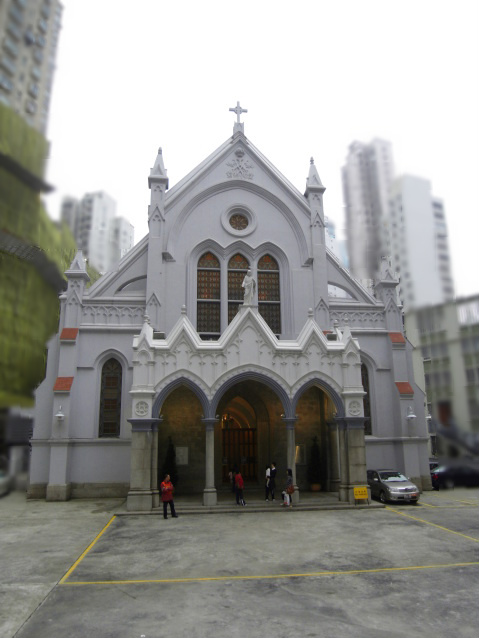
位於堅道的香港天主教總堂

天主教於1841年在香港設立宗座監牧區，1874年晉升為宗座代牧區，其後於1946年晉升為教區。聖職人員計有司鐸279人、修士74人和修女427人。全港共有52個堂區，包括39間天主堂、32間小教堂和28個用作宗教活動的禮堂。彌撒所用語言以中文為主，而五分之三的堂區也有英語彌撒，有些更有菲律賓語彌撒。
天主教香港教區有其本身的行政架構，但亦與教宗和世界各地的天主教團體保持密切聯繫。香港教區與世界各地其他天主教區一樣，均採用同樣的《聖經》、教義、禮拜儀式和架構組織。亞洲主教團協會助理秘書長的辦事處亦設於香港。
天主教香港教區除傳教外，也關注市民的生活。教育方面，主辦天主教學校和幼兒園共249間；辦學工作由香港教區的天主教教育事務處協助推行。天主教會開辦的醫療及社會服務機構至少包括6間醫院、13間診療所、47間社會服務中心、23間宿舍、21間安老院、33間康復服務中心以及多個自助會社和協會。明愛社會服務中心為香港教區屬下的社會福利服務機構，服務於市民基層。天主教會為了通過傳媒把信息帶給市民，每周出版《公教報》及其英文版Sunday Examiner。此外，教區視聽中心更製作影片和錄影帶，供學校和堂區外借。香港天主教社會傳播處則代表香港教區負責統籌參與媒體的事務。
香港有不少亞美尼亞人社區信奉屬東儀天主教會的亞美尼亞禮天主教會，信徒估計至少有數百人。因此相關的宗教團體在2013年於香港成立香港亞美尼亞協會，藉此促進更多香港人與亞美尼亞人交流和讓居港的亞美尼亞人融入香港社區。

### 東正教
20世紀30年代，已有俄羅斯東正教傳教團成員(莫斯科宗主教區)，大司祭迪米特里·烏斯賓斯基，在香港開設聖彼得聖保羅教堂。1970年1月17日上午，大司祭德米特里·烏斯賓斯基在香港逝世，香港東正教堂就關閉了，教堂其中一件聖物就是聖使徒彼得保羅的聖像，它被送到澳大利亞墨爾本市新成立的聖三一堂區。一直到2004年香港才重開了俄羅斯東正教堂區，大司祭迪奧尼西·波茲德尼耶夫（遲秋農）被任命為其堂長。
1996年，君士坦丁堡牧首批准成立正教會普世宗主教聖統香港及東南亞都主教教區，管理香港及東南亞地區的教務，並選出聶基道（Nikitas Lulias）任首任都主教。目前的都主教為黎大略（Nektarios Tsilis）。2008年起轄區包括香港、台灣及菲律賓。
香港東正教會的發展比其他基督教教派來得晚。早期活動形式為一個以聖路加為名的信仰團體。教區成立初期，在香港約有一百名成員，目前成長增至約兩百個家庭，當中包括了希臘、羅馬尼亞、塞爾維亞、埃塞俄比亞、美國、法國和香港本土的信徒。在教區的信徒有二萬五千人。官方刊物為《The Censer》。香港東正教（普世宗主教區）同時為香港基督教協進會成員。

## 佛教

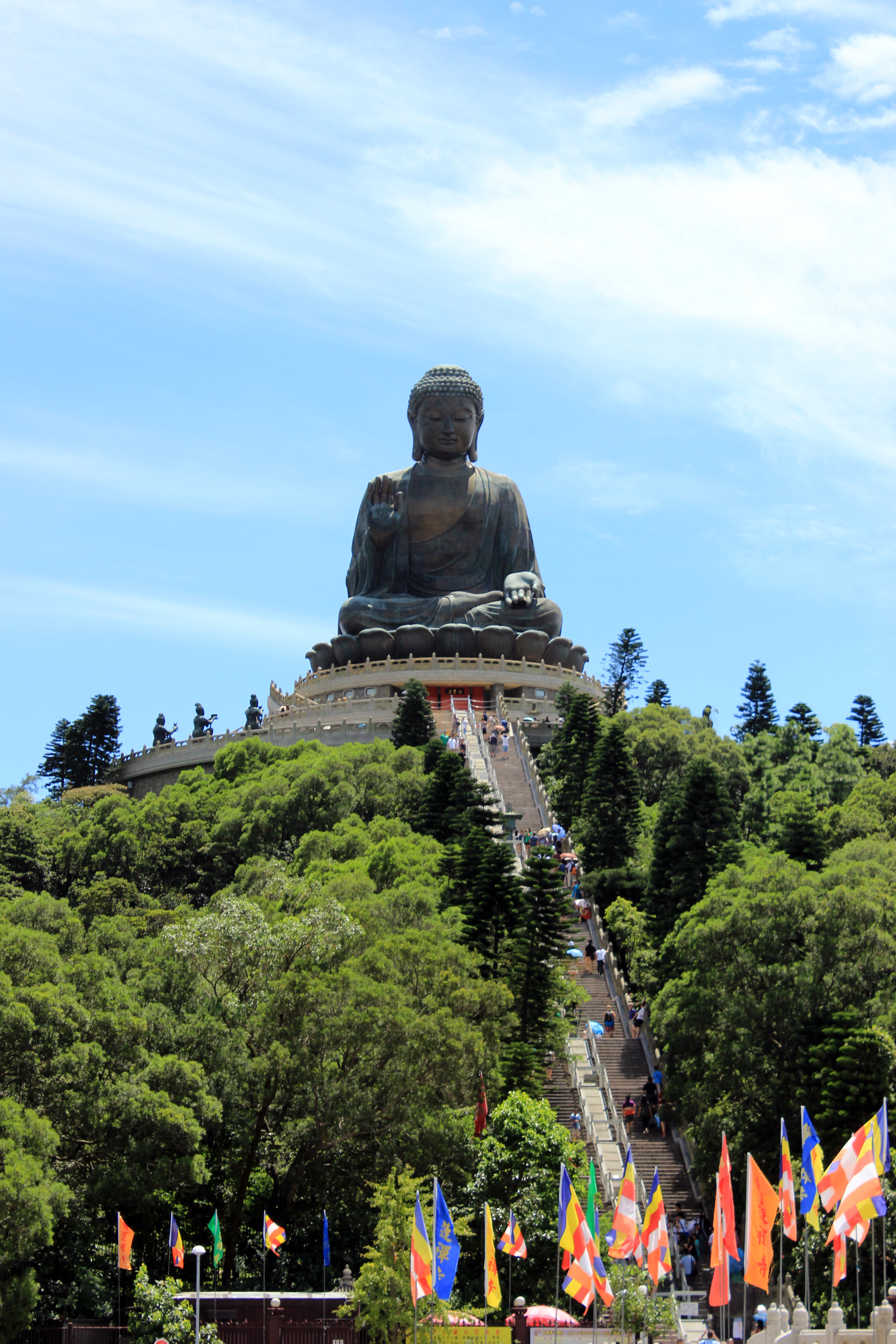
位於大嶼山的天壇大佛

佛教是香港的主要宗教，很大程度影響了香港民眾的傳統文化。香港佛教寺廟眾多，有沙田萬佛寺、大嶼山寶蓮禪寺等:147。知名的有大嶼山東涌羅漢寺、港島東蓮覺苑、屯門青山禪院、妙法寺、尸羅精舍、九龍鑽石山志蓮淨苑、慈雲山法藏寺、元朗八鄉凌雲寺、粉嶺香港觀宗寺、古巖淨苑、荃灣西方寺、東普陀講寺、弘法精舍、竹林禪院、大埔洞梓慈山寺、半春園等等。
其中最著名的佛寺是位於大嶼山島的寶蓮禪寺，有一座宏偉的露天青銅塑像天壇大佛以及鄰近的心經簡林，吸引了大量訪客在周末和休假日到來觀賞。此外，2015年落成啟用的慈山寺，立有一座76公尺高（相當於約25層樓）的戶外青銅、合金觀音像（為全球第二高觀音像），坐北向南，與位於大嶼山的天壇大佛遙遙相對。慈山寺歡迎各界參訪，但需事先在慈山寺的網頁預約，以便參訪上的人數控管和服務安排。
香港的佛教組織和寺廟長期以來一直在社會福利和教育領域服務，規模最大的佛教團體是成立於1945年的香港佛教聯合會，成員包括比丘、比丘尼、男居士和女居士，規模次大的是香海正覺蓮社。除了以弘揚佛教信仰和文化為宗旨外，在香港經營十幾所中小學、青少年中心和老人院。此外，香港佛教的學術研究和研究在過去數十年也蓬勃發展，香港大學設有佛教研究中心、香港中文大學也有人文佛教研究中心。
香港特區政府在前行政長官董建華的領導下，正式承認佛教對香港的影響力。1997年特區政府將佛誕定為公眾假期，取代了英女皇壽辰假期。董建華自己也是佛教徒，參與了香港和中國宣傳佛教的相關活動。

## 道教及中國民間信仰
香港的廟宇一般均由華人廟宇委員會負責管理並對外開放，每逢神誕節日或農曆初一、十五，不少市民會到訪參拜。部分廟宇歷史可追溯至1600年前，例如青雲觀；也有部分是新興宗派建立的，例如圓玄學院。
香港最熱鬧的廟宇有赤松黃大仙祠，以求運籤為主，深得民心:150。此外還有文武廟等:147。黃大仙祠廟內主要供奉道教神明黃初平真人，長年香火鼎盛，不少信眾會在農曆新年爭先上頭柱香。其他著名廟宇包括位於新界的沙田車公廟、位於聯合道的九龍城侯王廟和九龍油麻地天后廟等。
香港道教的宗教研究和修行，多集中在廟宇、道場和道觀進行，例如全真派的修行道場蓬瀛仙館、青松觀、雲泉仙館等，還有各大小道場。道教團體對香港的社會福利貢獻良多，其中很多與教育、醫療和社區服務等有關。除主動開辦的福利、教育和醫療服務機構外，更會捐助其他慈善團體。不少廟宇都設有捐款箱，將所得善款會用以資助學校、醫院或其他慈善用途。

### 鄉土神
香港早期是一個漁港，故香港很多受人崇拜的神祇都與海洋有關，著名如海神天后，便是水上人的守護神。香港至少有天后廟24間，許多天后廟原本靠近海濱，後來因填海關係，現已變成位處於內陸地區。其他受供奉的神明主要有關帝、北帝（玄天上帝）和司天氣的南海神洪聖大王，惠州海神譚德真人等。齊天大聖、海神、土地神、灶神、武神、水仙、祿星、觀音、福星、關公、壽星、文昌、文曲及財神，五花八門:150。
由於香港也是多元族群融合的社會，在漢人民族方面包含了許多不同的省籍族群，他們在移居香港時帶來了原鄉的信仰，這些神祇稱為鄉土神。

## 孔教
香港孔教源於清末民初康有為發起的孔教運動，孔教代表機構孔教學院由其弟子陳煥章創辦，院址位於香港九龍黃大仙大成街。孔教的主要活動及節日是農曆八月廿七日或新曆九月廿八日的孔聖誕祭孔儀式。香港孔教徒多會參與教育工作，興辦學校，以弘揚孔子的思想；香港孔教目前並無正式宗教場所，每年常藉公眾場地舉辦祭孔儀式，亦於孔教學院學校內設有聖賢祭壇，其有計劃在黃大仙鑽石山綜合發展區內設立孔廟。

## 伊斯蘭教

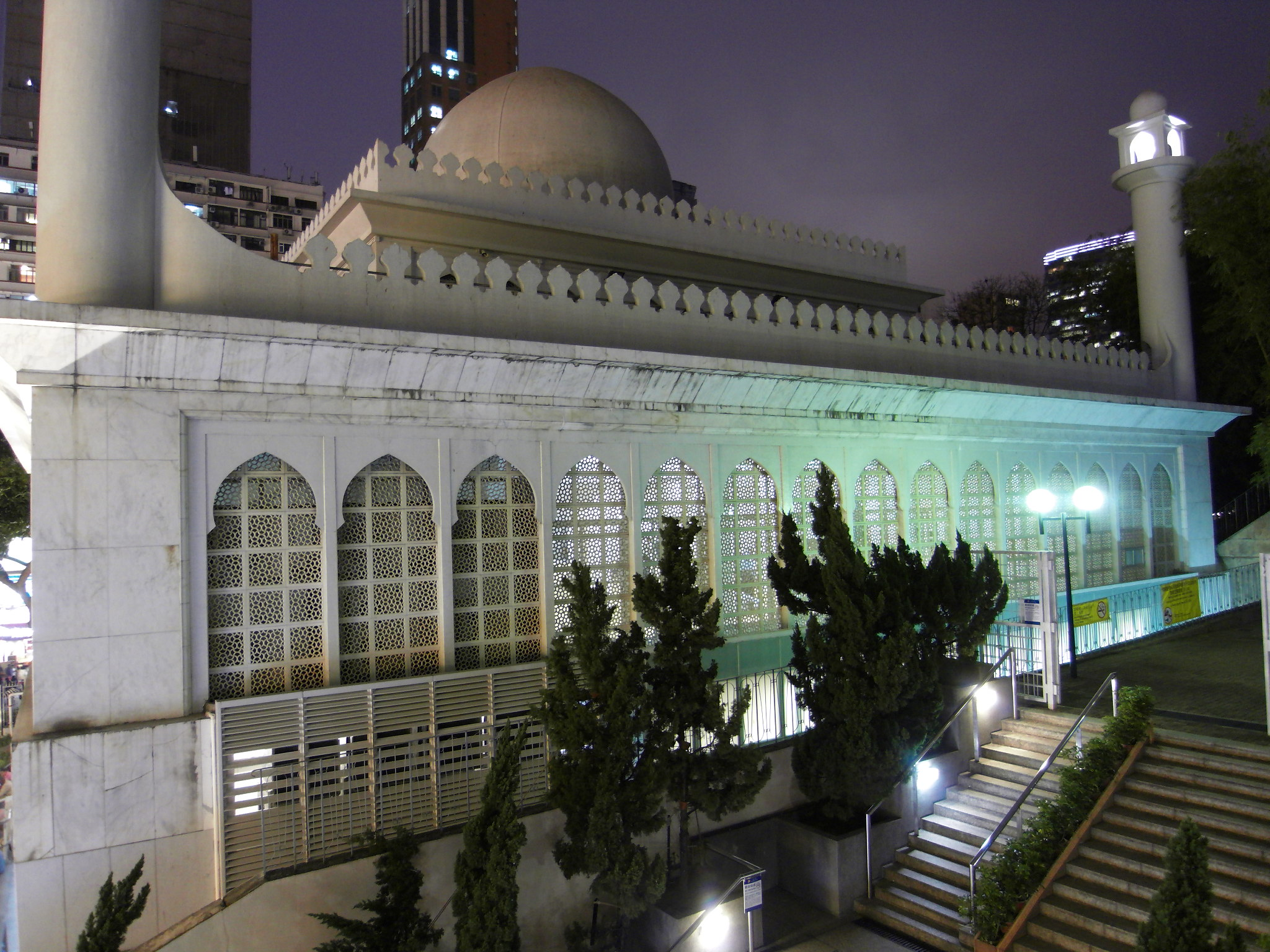
九龍清真寺

香港約有穆斯林18萬人：當中主要是來自印尼的外傭，佔10萬人；其次是華人，佔四萬人；餘下的四萬人分別是來自東南亞、南亞、中亞及西亞的馬來西亞（馬來族）、巴基斯坦、印度、孟加拉國、土庫曼、土耳其、烏茲別克、塔吉克、阿拉伯國家和非洲地區多個國家移民及傭工。
香港現有四間清真寺，分別位於港島中環些利街、灣仔愛群道、九龍彌敦道和柴灣哥連臣角，四間清真寺每日均舉行祈禱聚會。些利街清真寺為香港最古老的清真寺，初建於十九世紀四十年代，後於1915年重建。
九龍清真寺暨伊斯蘭中心在1984年啟用，可容納約2000名教徒參加禮拜。愛群道清真寺暨伊斯蘭中心於1981年9月啟用，可容納700多名教徒參加禮拜。哥連臣角回教墳場也有一座清真寺。香港回教信託基金總會負責統籌伊斯蘭教的事務，並管理所有清真寺和伊斯蘭教墳場。該會由四個回教社團組成，分別為香港伊斯蘭聯會、巴基斯坦聯會、印度穆士林協會和达乌迪協會（什葉派）。
香港的伊斯蘭教社團提供各種慈善服務，包括向有需要的人士提供經濟援助、教育、醫療護理和助學等。

## 印度教

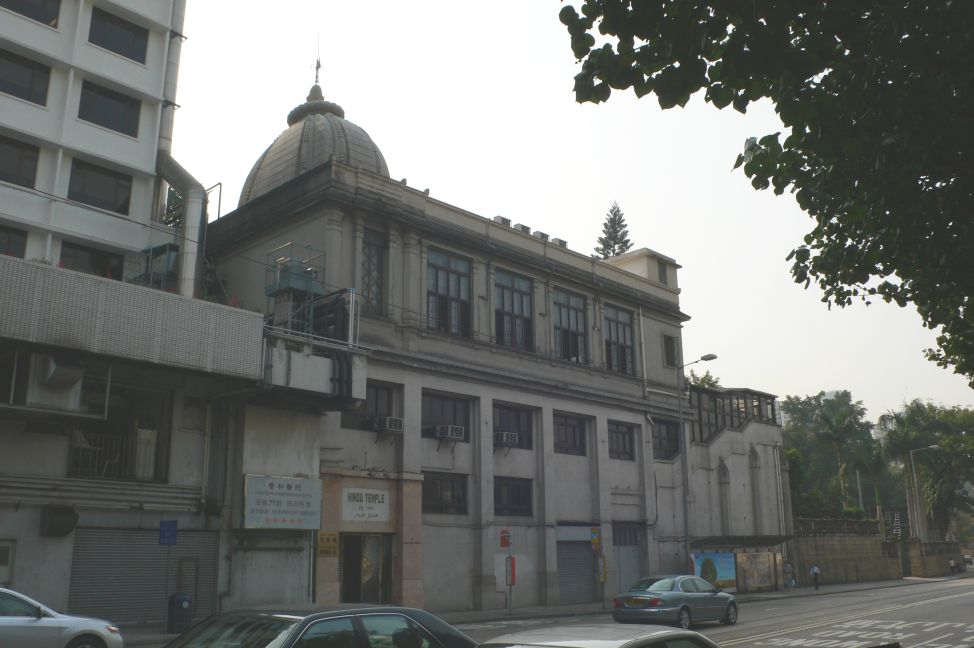
跑馬地印度廟

香港約有四萬印度教徒的參與宗教社交活動，以跑馬地的印度廟為舉行場地。該印度教神廟宇由香港印度教協會管理，信徒可在該處冥想、靈修、練習瑜伽、參加社群活動和重要節日慶典，如亮光節和鎮邪節等。印度教徒亦會在該處舉行典禮。印度教徒的訂婚和結婚典禮，都在廟內按該教的風俗禮儀舉行。每逢星期日上午及星期一晚上，印度廟內都有聚會，包括宗教音樂演奏和講道。星期日聚會後，教徒可免費享用飯餐。
根據香港法例第181章《婚姻條例》，印度廟乃認可宗教崇拜地方，結婚儀式可在印度廟內舉行。
印度廟提供的其他主要服務，還有主持殯殮儀式、安排火化和有關事宜。該廟亦負責管理哥連臣角印度火葬場的一般事務。

## 錫克教
錫克教據考於20世紀之前，隨着英國僱用的印度旁遮普士兵傳入香港，並在1901年於灣仔皇后大道東建立湾仔錫克廟。時至今日，香港錫克教徒約有1萬人。香港錫克廟的特色，是任何信仰的海外旅客，皆可在該廟免費用膳及作短期居留。廟內並設有錫克教圖書館和印度裔幼兒學校，以便適應香港的英文學校。
錫克教徒慶祝的主要神誕和節日，包括祖師納那大師和第十位宗教教師高賓星大師（Guru Gobind Singh）誕辰，以及錫克教豐收節（Vaisakhi）。

## 猶太教

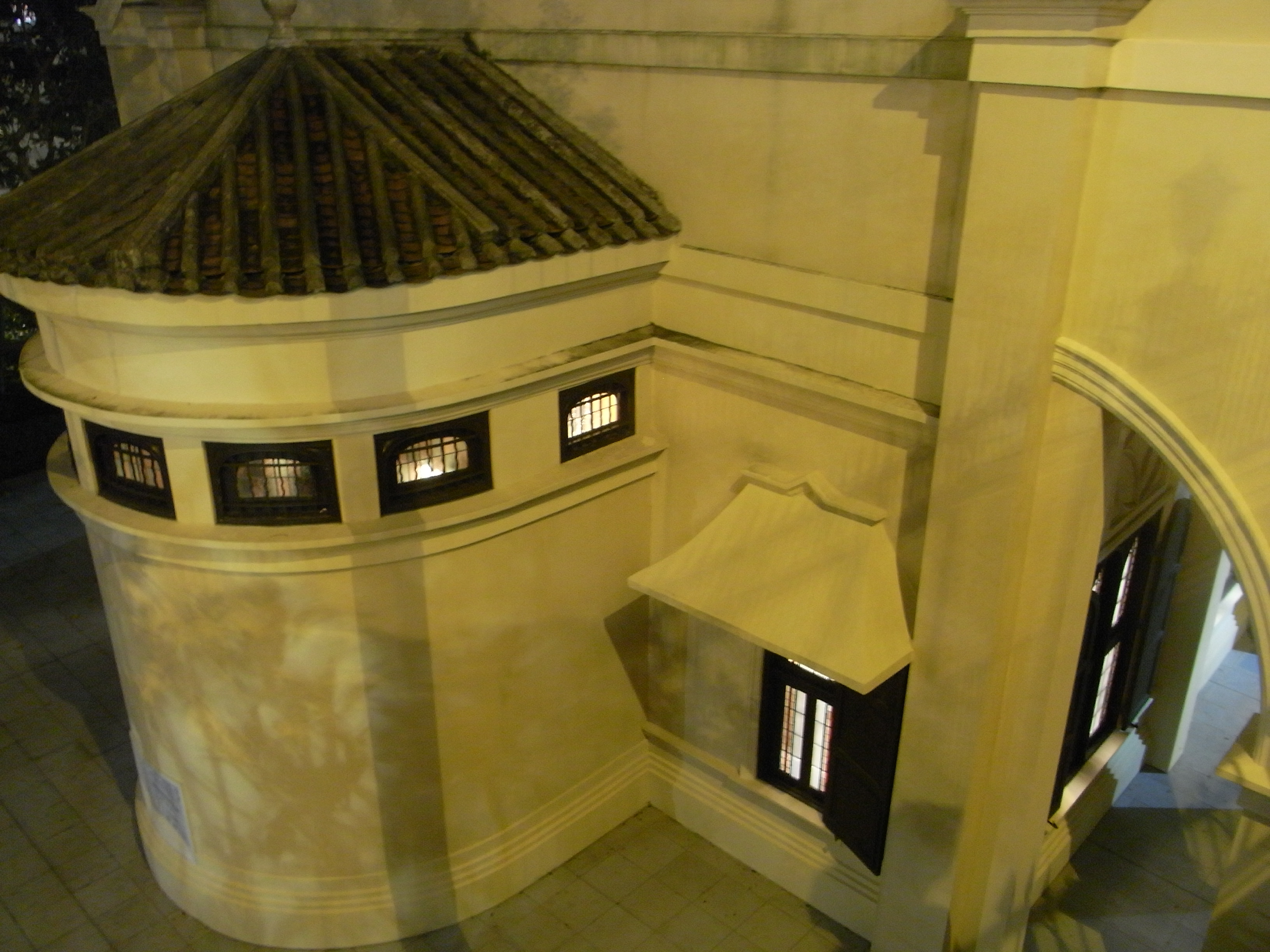
猶太教莉亞堂

香港的猶太人社區建立於1840年代，約3000名教徒來自世界各地，在三個主要的猶太教會堂聚會。莉亞堂（傳統派）在每天、安息日和節期舉行聚會；香港聯合猶太會（改革派）也在安息日和節期舉行聚會。這兩個會堂均位於港島羅便臣道的同一建築內。位於港島花園道的Chabad-Lubavitch會堂每日都有聚會。羅便臣道的猶太會堂建於1901年，土地及神聖洗池均由沙宣爵士及其家族捐出。位於跑馬地的猶太教墳場則是香港另一歷史悠久的地方。
羅便臣道猶太廟毗鄰有一座住宅樓宇雍景臺。猶太教社區中心設於樓宇內，為三大教派共600個家庭會員及其他非會員的猶太人提供猶太餐、宴會、文化和康樂設施。中心內還設有一所圖書館，專門收藏有關猶太文獻和文物的資料。該中心現已成為猶太人舉行社交文化活動的主要場所。

## 祆教
現時香港的祆教教徒（多為帕西人）在港的人數數百人，主要的眾會地點於銅鑼灣的善樂施大廈。另外他們亦在跑馬地有一墳場，名為祆教墳場。

## 摩門教
摩門教，也就是耶穌基督後期聖徒教會，由美國傳入香港。現時香港有摩門教教會，總部位於九龍塘。

## 一貫道
一貫道為中國大陸及台灣傳入的宗教，旗下有多條分支組線，在香港最大分支為善一堂道德協會，善一堂中心位於佐敦。

## 國際創價學會
國際創價學會是由日本傳入，為佛教分支。總部香港國際創價學會位於九龍塘。

## 耆那教
耆那教徒，是香港的少數教派信徒，人口大約500人。他們多數來自拉賈斯坦和北印度其他地方。他們在1980年代來到香港從事鑽石買賣，在1996年他們在尖沙咀建了一間耆那教廟。因為他們人數少，很多時侯他們和印度教徒共用一間寺廟禮拜。

## 巴哈伊教
由巴哈歐拉創立於十九世紀中葉的伊朗，其著述言論構成了被認為是滿足人類現階段、即邁向成熟階段之需要的最新啟示體系。它的最高宗旨是創建一種新的世界文明，真正實現人類大同。其基本教義可概括為「上帝唯一」、「宗教同源」和「人類一體」。「巴哈伊」也可以指代接受巴哈伊信仰並按其準則生活的人，他們在提升和完善自身的同時也竭盡所能地促進他人及社會的福祉。巴哈伊信仰在世界各大宗教中算年輕，目前，巴哈伊分布於全世界235個國家和地區，出自2100多個種族和部落。
巴哈伊教創始人為伊朗人巴哈歐拉，意為「上帝之榮耀」，由此產生巴哈伊教的教名。根據巴哈伊的教訓，宗教的歷史是神差遣先知，對人類進行教化的進化過程。神派遣列代聖使亞伯拉罕、摩西、佛陀、瑣羅亞斯德、基督、穆罕默德和巴孛。巴哈歐拉是其中最新的一位。
巴哈伊教是個新的獨立宗教。巴哈伊教沒有神職人員和地方教堂，現在每個大洲建有一「靈曦堂」，分別位於美洲的美國伊利諾州威爾米特（Wilmette），大洋洲的澳大利亞雪梨，非洲的烏干達坎帕拉，歐洲的德國法蘭克福，中美洲的巴拿馬，亞洲的印度新德里，太平洋的薩摩亞，另有一所在南美洲的智利聖地亞哥。每座廟宇都有九面，每面有一大門，代表可以從各方向加入巴哈伊信仰。廟宇中不出售紀念品，不接受饋贈。宗教經費只來源於教徒的捐贈。禮拜儀式非常簡單，沒有固定的地點，在靈曦堂中可朗誦任何天啟宗教的經典作品。
巴哈伊教有自己的曆法，每年19個月，每月19天，年末增加4天（閏年加5天），每年公曆3月21日（春分前後）為巴哈教歷新年，稱為諾露茲節。每天從日落時開始。
由於巴哈伊教義的簡單和普遍性，即使不傳教，在世界各地發展也很迅速，是一種生機勃勃的宗教。
1935年，清華大學校長曹雲祥開始翻譯巴哈伊教經典時，認為其社會主張與中國傳統儒家思想的「世界大同」理想相通，故此將其翻譯為「大同教」。這個名字一直沿用到1990年代初期。1991年正式更名為「巴哈伊信仰」。

## 神道教
神慈秀明會：是日本一種新興宗教，本屬神道教世界救世教的一支。香港支部位於西貢。
天理教：原屬日本教派神道系統、後自立成教的日本新興宗教之一。江戶時代末，1838年由農婦中山美伎在日本大和國山邊郡莊屋敷村（今奈良縣天理市）創立，信仰父母神「天理王命」（てんりおのみこと）。香港支部位於灣仔。

## 其他宗教

### 天德聖教
天德聖教是一個新興宗教，由四川人蕭昌明創立於1927年，教旨共尊五教——儒釋道耶回，並以佛之因果報應為核心，教人行二十字美德：「忠、恕、廉、明、德、正、義、信、忍、公、博、孝、仁、慈、覺、節、儉、真、禮、和」廿字真言。教壇以奉一黃布代表天啟（宗教上網，可出詩句），不設神像，教徒學習佛經外，並誦蕭昌明宗師所立之經典，特定「開導師」（道長）得傳授「先天掌光」氣功及氣針功、符法等替人免費治病。蕭昌明時代曾派各大弟子至全國傳教，全盛時如湖南一省辦戒毒農耕中心已有50萬信徒。1930年其弟子趙連成道長帶經本至屯門青山立院，是為香港總堂之始。

## 華人傳統和節日
香港華人一般奉行六大農曆節日，其中最重要的是農曆新年。每逢歲首，親友互相拜年，餽贈禮物，兒童並獲派「利是」（紅封包）。在暮春的清明節，孝子賢孫會踏青拜山（掃墓）。端午節在五月初五，時值初夏，人們賽龍舟、吃粽子、紀念屈原。農曆七月相傳地府鬼門關開，較為迷信的老一輩會於當月供奉牲禮果餅，部分亦會焚燒冥鏹；七月十四為佛教盂蘭節，會有團體或組織舉辦盂蘭勝會、上演神功戲（通常是讓戲班表演粵劇或潮州戲），本月也講究布施貧苦，會有慈善團體會在各區舉辦派米活動。農曆八月十五是中秋節，親友互贈月餅水果，市民扶老攜幼前往公園和郊外賞月，燃點燈籠，希望人月兩團圓。農曆九月初九為重陽節，民間素有登高的習俗，以紀念登高避災的古人，不少人亦趁此節日前往掃墓。
佛誕是香港的一个宗教節日，香港回歸後成為公眾假期。除中國傳統節日外，耶穌受難節、復活節和聖誕節三個基督宗教的節日自殖民地時期起就被列為公眾假期。每逢這些宗教節日，信眾都舉行慶祝或紀念活動。非教徒也會在節日期間有娛樂活動，例如聖誕節會前往「睇燈飾」和「食聖誕大餐」。

## 風俗與習俗
不少香港人除了參神求籤，也相信風水命理。例如在裝修佈置時，不少人會先看風水；而結婚及開業等大多也先查通勝擇吉日良辰。
另一方面，很多香港人也講求中、西意頭，並對不詳的數字或名稱忌諱。例如香港部份大廈不設4樓、14樓等含有4字的樓層（中國以「四」音近「死」，避諱4；但除信和2007年起的樓盤外，保留4字頭），部份發展商也考慮到13不祥（西方避諱13），因此會出現12樓的上一層為15樓的奇怪現象。

## 宗教衝突事件
香港是一個多元文化的社會，享有宗教信仰自由，各宗教信仰大部份都是互相尊重，鮮有爆發宗教衝突。
2005年5月14日，長洲舉行太平清醮期間，約二十名「基督純道福音教會」人士身穿黃色T恤，手持木製盾牌及長槍，自稱十字軍，高喊「耶穌在長洲」及「耶穌得勝」等口號，要求進入北帝廟。值理會多名職員指他們手持盾牌及長槍是攻擊性武器，在神靈面前遊行是不尊重神靈，更是挑釁行為，不容許他們進入北帝廟範圍。雙方一度發生輕微推撞，最後經警員調停後，該批人士才改路而行。多名長洲居民對該教會人士表示不滿，認為他們的行為是不尊重其他宗教行為。
2007年5月27日，「全城更新」在香港大球場舉行全球禱告日2007，當天禱文《為香港的18區禱告-九龍—黃大仙區》中寫道：「故此我們大膽呼求祢，把本區的名稱更改，以一個中性的「慈黃區」取而代之！我們亦盼在區內能建立一座基督教大樓，見證教會合一及高舉主耶穌基督！」，被認為完全不懂尊重歷史及其他宗教，引來網上各大論壇的口誅筆伐。

## 其他
- 基督教、羅馬天主教、佛教、道教、孔教和伊斯蘭教六個宗教具有特殊政治地位，在特首選舉委員會宗教界別各享有十個議席。[11]
- 天父的兒女（Children Of God），近年易名為「愛之家」（Family Of Love），美國人Moses David Berg於1968年創立。於1975年傳入香港。1981年被香港政府下令驅逐出境。1984年再次傳入香港，於1985年再次被香港政府下令驅逐出境。[12]
- 青龍教由教主毛雲龍創立，總部位於深水埗長沙灣道四十二至四十四號一單位。於1996年9月25日被警方搗破。

## 外部連結
- 道教文化資料庫
- 看香港宗教建築特色